# Toxicodendron orientale
Toxicodendron orientale är en sumakväxtart som beskrevs av Edward Lee Greene. Toxicodendron orientale ingår i släktet Toxicodendron och familjen sumakväxter. Inga underarter finns listade i Catalogue of Life.